# Les Six
Komponistgruppen Les Six er en sammenslutning af franske komponister bestående af Georges Auric (1899–1983), Louis Durey (1888–1979), Arthur Honegger (1892–1955), Darius Milhaud (1892–1974), Francis Poulenc (1899–1963) og Germaine Tailleferre (1892–1983). Flere andre har været involverede heraf kan nævnes Erik Satie, Jean Cocteau og Jean Wiéner.
Fællesskabet startede i årene efter første verdenskrig, og der var tale om fælles kunstneriske synspunkter, som hovedsageligt var en reaktion mod impressionismen i den franske musik.
| Musik | Spire Denne musikartikel er en spire som bør udbygges. Du er velkommen til at hjælpe Wikipedia ved at udvide den. |